# Józef Kołodziejczyk
Józef Kołodziejczyk (ur. 15 lipca 1892 w Warszawie, zm. 21 grudnia 1963 tamże) – polski krajoznawca, nauczyciel, urzędnik państwowy, organizator muzeów regionalnych i społecznej opieki nad zabytkami. Działacz Polskiego Towarzystwa Krajoznawczego (PTK) i Polskiego Towarzystwa Turystyczno-Krajoznawczego (PTTK), członek honorowy PTTK.

## Życiorys
Absolwent Gimnazjum Mariana Rychłowskiego w Warszawie (1911). W 1910 nawiązał współpracę z działaczami Polskiego Towarzystwa Krajoznawczego (PTK) i w 1916 wszedł w skład władz PTK. Od 1916 uczył krajoznawstwa, geografii i przyrody w warszawskich szkołach, w latach 1919–1939 urzędnik Wydziału Oświaty Pozaszkolnej Ministerstwa Wyznań Religijnych i Oświecenia Publicznego. W 1939 pełnił funkcję sekretarza Zarządu Głównego PTK. W latach 1940–1945 kierował referatem personalnym Rady Głównej Opiekuńczej.
W latach 1946–1949 pracował w Ministerstwie Oświaty w dziale opieki nad dzieckiem. Od 1950 działacz utworzonego w tym samym roku Polskiego Towarzystwa Turystyczno-Krajoznawczego (PTTK), członek Zarządu Głównego. W 1962 przeszedł na emeryturę, pozostając we władzach PTTK. Zginął w wypadku tramwajowym w Warszawie. Pochowany na cmentarzu Powązkowskim w Warszawie (kwatera 282 wprost, rząd 2, miejsce 22).

## Działalność społeczna
Był uczniem i kontynuatorem działalności Aleksandra Janowskiego (1986–1944), pioniera polskiego krajoznawstwa, oraz współpracownikiem twórców PTK, m.in. Mikołaja Wisznickiego (1870–1954). Po 1920 pracował społecznie w Towarzystwie Uniwersytetów Robotniczych, propagując krajoznawstwo wśród młodzieży robotniczej. W latach 1920–1927 nadzorował z ramienia PTK budowę schroniska w Pucku i w 1927 wygłosił we wsiach powiatu puckiego cykl prelekcji o Polsce. W 1948 zorganizował w kraju obóz dla 3000 dzieci polskich emigrantów.
Odbył liczne podróże po Polsce, szerząc świadomość potrzeby ochrony zabytków; wiele z nich zawdzięcza mu ocalenie i wpis do rejestrów konserwatorskich. Po II wojnie światowej stworzył sieć społecznych opiekunów zabytkow PTTK; w 1962 ich liczba wynosiła 1250 i opiekowali się przeszło 5000 obiektami. Działał na rzecz odbudowy i rozbudowy sieci muzeów regionalnych PTK i PTTK; w latach 1945–1962 liczba tych muzeów wzrosła z 8 do 14, a dalszych 5 znajdowało się w stadium organizacji. Był twórcą i organizatorem zbiorów regionalno-krajoznawczych, autorem artykułów i przewodników turystycznych, m.in. po Warszawie (1938, wraz z R. Danysz-Fleszarową), Suwalszczyźnie (1951), okolicach Warszawy (1953, wraz z J. Wardasem) i pojezierzu Brodnickim (1955).

## Rodzina
Syn Walentego Kołodziejczyka (ok. 1858–1917) i Stanisławy Leonory z Główczyńskich (ok. 1856–1910), brat Tadeusza Różyckiego-Kołodziejczyka (1887–1953). Zawarł związek małżeński z Władysławą z d. Hajdrychowską, z którą miał syna Jacka.

## Odznaczenia
- Krzyż Oficerski Orderu Odrodzenia Polski[2]
- Złoty Krzyż Zasługi[2]
- Srebrny Krzyż Zasługi[2]
- Odznaka „Zasłużony Działacz Turystyki”[2]
- Honorowa odznaka PTK[1]
- Złota Odznaka PTTK[2]
- Dyplom Honorowego Organizatora Turystyki Oddziału PTTK Gdańsk[2]